# Topfunctionaris
Een topfunctionaris, dikwijls aangeduid als topman of topvrouw, is iemand met veel zeggenschap in een grote onderneming, ngo of overheidsorganisatie.